# مامادو تراوري
مامادو تراوري (بالفرنسية: Mamadou Serov Traoré)‏ هو لاعب كرة قدم مالي في مركز الوسط، ولد في 3 أكتوبر 1994 في باماكو في مالي. لعب مع عمرانية سبور ونادي معيذر القطري.